# Université de technologie (Irak)
L'université de technologie (en arabe : الجامعة التكنولوجية, en anglais : University of Technology) est une universités irakienne, située à Bagdad et fondée en 1975.
Elle est classée par le U.S. News & World Report au 98e rang du classement régional des universités arabes.